# Jōetsu Shinkansen
Jōetsu Shinkansen (上越新幹線 (Thượng Việt Tân Cán Tuyến)) là một tuyến shinkansen tốc độ cao kết nối Tokyo và Niigata, Nhật Bản, thông qua Tōhoku Shinkansen, được vận hành bởi Công ty đường sắt Đông Nhật Bản (JR East). Trái với tên gọi của nó, tuyến này lại không đi qua thành phố Joetsu, thay vào đó lại là một tuyến shinkansen khác là Hokuriku Shinkansen.

## Dịch vụ trên tuyến
- Toki, Tokyo - Niigata (chỉ dừng ở một vài ga)
- Max Toki, Tokyo - Niigata (chỉ dừng ở một vài ga)
- Tanigawa, Tokyo - Echigo-Yuzawa (dừng ở toàn bộ các ga; vận hành từ tháng 10 năm 1997)
- Max Tanigawa, Tokyo - Echigo-Yuzawa (dừng ở toàn bộ các ga; vận hành từ tháng 10 năm 1997)

### Dịch vụ đã ngừng hoạt động
- Asahi, Tokyo - Niigata (ngừng hoạt động từ tháng 12 năm 2002)
- Max Asahi, Tokyo - Niigata (ngừng hoạt động từ tháng 12 năm 2002)

## Danh sách nhà ga
| Ga            | Hán tự     | Khoảng cách từ ga đầu (km) | Có thể chuyển tuyến | Vị trí            | Vị trí  |
| ------------- | ---------- | -------------------------- | --- | ----------------- | ------- |
| Tokyo         | 東京       | 0,0                        | - Tokaido Shinkansen - JC Tuyến Chūō - JK Tuyến Keihin-Tōhoku - JE Tuyến Keiyo - JO Tuyến Yokosuka - JO Tuyến Sōbu (Tốc hành) - JT Tuyến Tokaido - JY Tuyến Yamanote - M Tuyến Tokyo Metro Marunouchi (M-17) - T Tuyến Tokyo Metro Tōzai (Ōtemachi, T-09) | Chiyoda           | Tokyo   |
| Ueno          | 上野       | 3,6                        | - JJ Tuyến Joban - JK Tuyến Keihin-Tōhoku - JU Tuyến Takasaki - JU Tuyến Utsunomiya - JY Tuyến Yamanote - G Tuyến Tokyo Metro Ginza (G-16) - H Tuyến Tokyo Metro Hibiya (H-17) - KS Tuyến Keisei Chính (Keisei Ueno)                                      | Taitō             | Tokyo   |
| Ōmiya         | 大宮       | 31,3                       | - Tohoku Shinkansen - JK Tuyến Keihin-Tōhoku - JA Tuyến Saikyo - JS Tuyến Shōnan–Shinjuku - JU Tuyến Takasaki - JU Tuyến Utsunomiya - ■ Tuyến Kawagoe - ■ Tuyến New Shuttle - TD Tuyến Tobu Urban Park                                                    | Ōmiya-ku, Saitama | Saitama |
| Kumagaya      | 熊谷       | 67,9                       | - ■ Tuyến Chichibu Chính - ■ Tuyến Takasaki, Tuyến Shōnan–Shinjuku | Kumagaya          | Saitama |
| Honjō-Waseda  | 本庄早稲田 | 88,0                       | | Honjō             | Saitama |
| Takasaki      | 高崎       | 108,6                      | - Hokuriku Shinkansen - ■ Tuyến đường sắt điện Joshin - ■ Tuyến Agatsuma - ■ Tuyến Hachiko - ■ Tuyến Joetsu - ■ Tuyến Ryomo - ■ Tuyến Shinetsu Chính - ■ Tuyến Takasaki, Tuyến Shōnan-Shinjuku                                                            | Takasaki          | Gunma   |
| Jōmō-Kōgen    | 上毛高原   | 150,4                      | | Minakami          | Gunma   |
| Echigo-Yuzawa | 越後湯沢   | 182,7                      | - ■ Tuyến Joetsu - ■ Tuyến Hokuetsu Express Hokuhoku - ■ Tuyến Gala-Yuzawa | Yuzawa            | Niigata |
| Urasa         | 浦佐       | 212,3                      | ■ Tuyến Jōetsu | Minamiuonuma      | Niigata |
| Nagaoka       | 長岡       | 245,1                      | - ■ Tuyến Shin'etsu - ■ Tuyến Joetsu | Nagaoka           | Niigata |
| Tsubame-Sanjō | 燕三条     | 268,7                      | ■ Tuyến Yahiko | Sanjō             | Niigata |
| Niigata       | 新潟       | 300,8                      | - ■ Tuyến Shin'etsu - ■ Tuyến Hakushin (bao gồm Tốc hành hữu hạn Limited Express Inaho) - ■ Tuyến Echigo - ■ Tuyến Tây Ban'etsu | Chūō-ku, Niigata  | Niigata |

1. 1 2  Mặc dù bến cuối chính thống của Tuyến Ryōmō là Shin-Maebashi và với Tuyến Agatsuma là Shibukawa, nhưng các tàu ở cả hai tuyến này đều chạy tiếp nối (trở thành tuyến khác nhưng giữ nguyên tàu) và xuống tới Takasaki.
2. ↑  Mặc dù bến cuối chính thức của Tuyến Joetsu là Miyauchi, nhưng các tàu đều chạy tiếp nối xuống tới Nagaoka.
3. ↑  Mặc dù về lý thuyết, bến cuối của Tuyến Tây Ban'etsu là Niitsu, nhưng đa phần các tàu chạy tuyến này chạy tiếp nối và xuống tới Niigata.

Tuyến Gala-Yuzawa là một nhánh dài 1,8 km (1,1 mi) từ Echigo-Yuzawa tới ga Gala-Yuzawa. Tuyến này chỉ hoạt động vào các tháng mùa đông, phục vụ các khu du lịch trượt tuyết.

## Thế hệ tàu
Tính đến  tháng 4 năm 2017, Những loại tàu dưới đây đã được sử dụng phục vụ cho Joetsu Shinkansen:
- E2 series: Toki / Tanigawa (tới tháng 1 năm 2013)[1]
- E4 series: Max Toki / Max Tanigawa (tới tháng 10 năm 1997)

Giữa năm tài chính 2018 và 2020, 11 tàu 12 toa thế hệ E7 series được lên kế hoạch ra mắt để phục vụ cho Joetsu Shinkansen, thay thế thế hệ cũ E4 series.

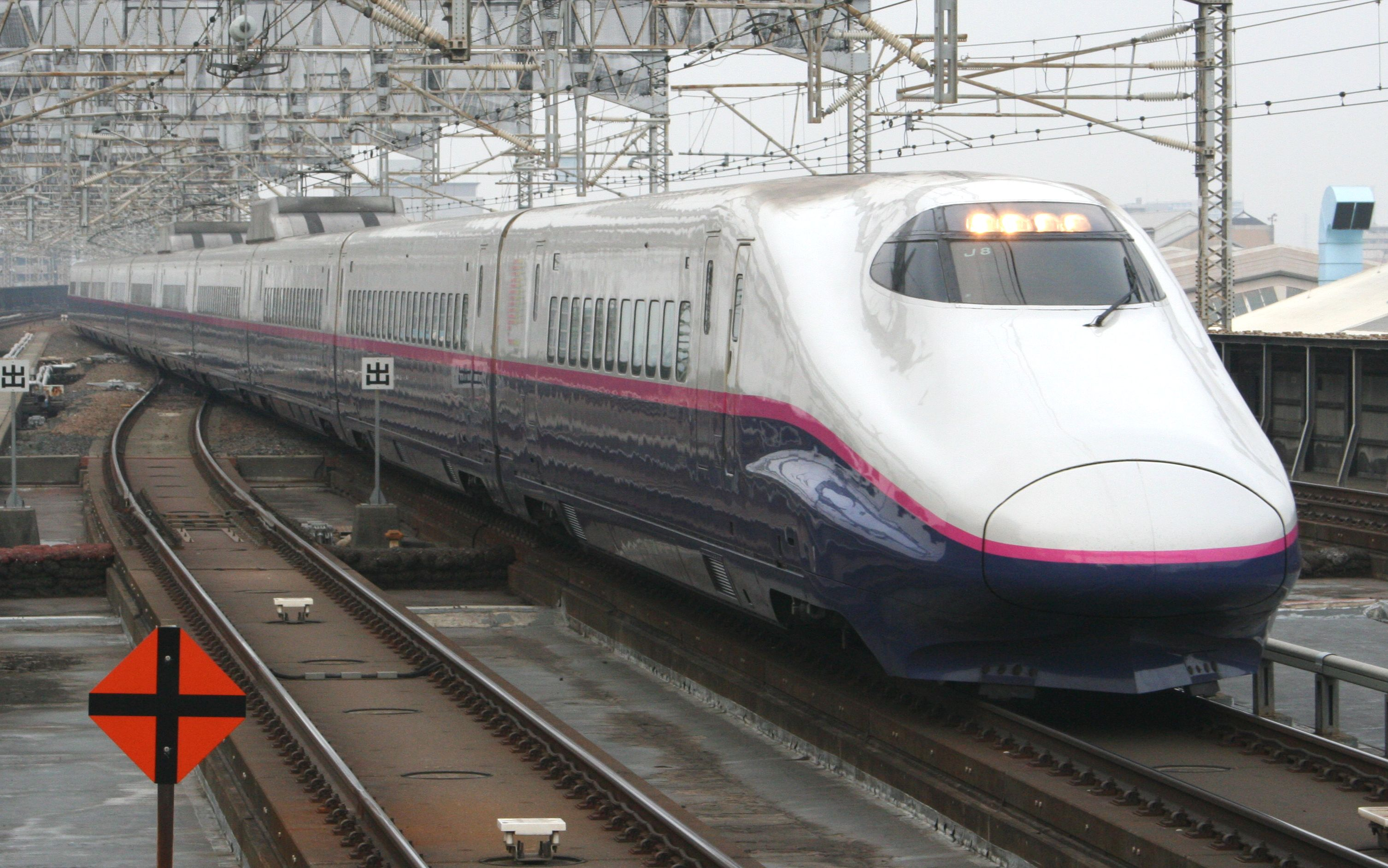
Một tàu thế hệ E2 series
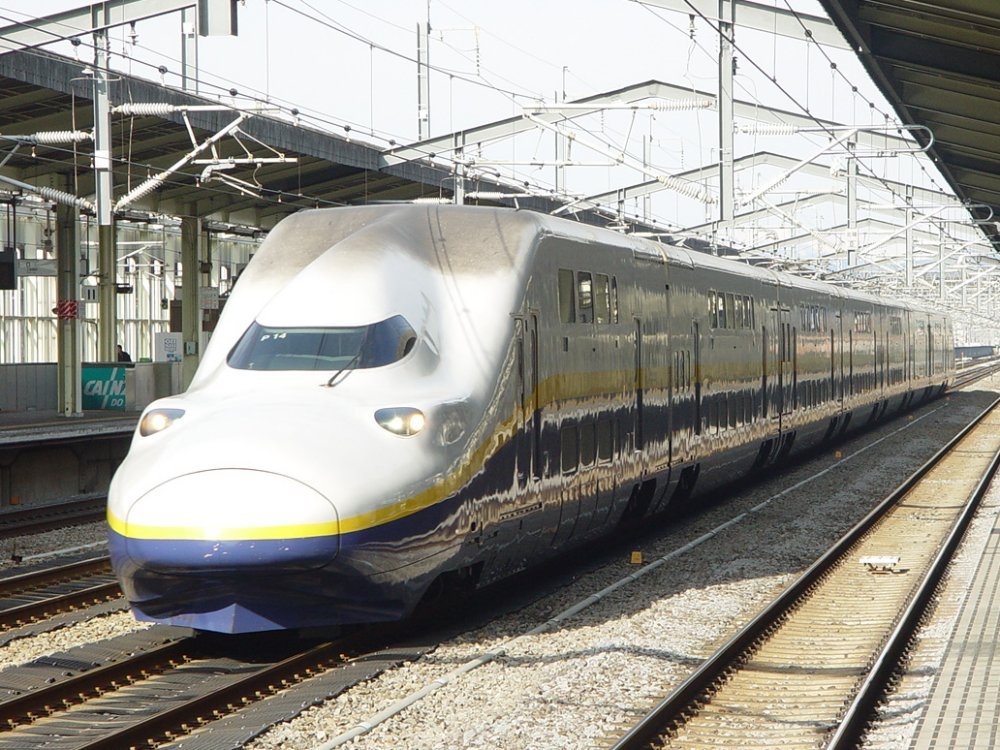
Một tàu thế hệ E4 series đang chạy dịch vụ Max Toki vào tháng 1 năm 2006
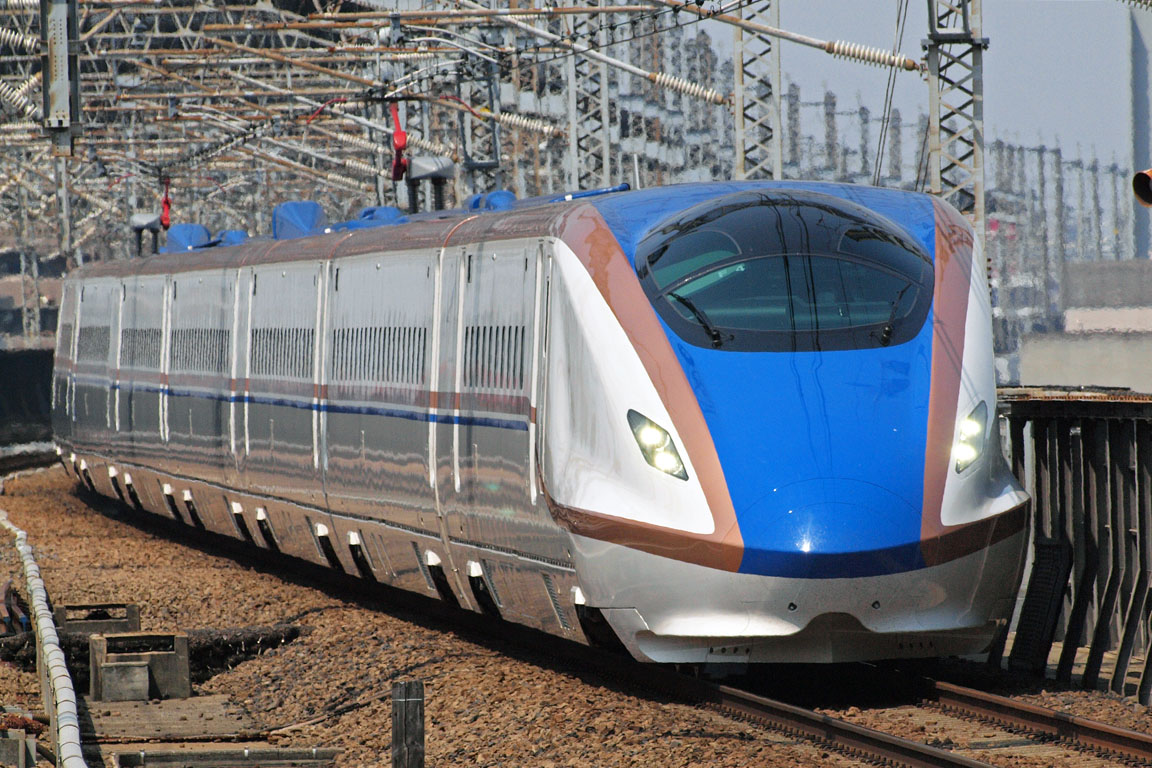
Một tàu thế hệ E7 series

### Không còn sử dụng
- 200 series: Toki / Tanigawa (tới tháng 3 năm 2013)
- E1 series: Max Asahi / Max Toki / Max Tanigawa (tới tháng 9, 2012)

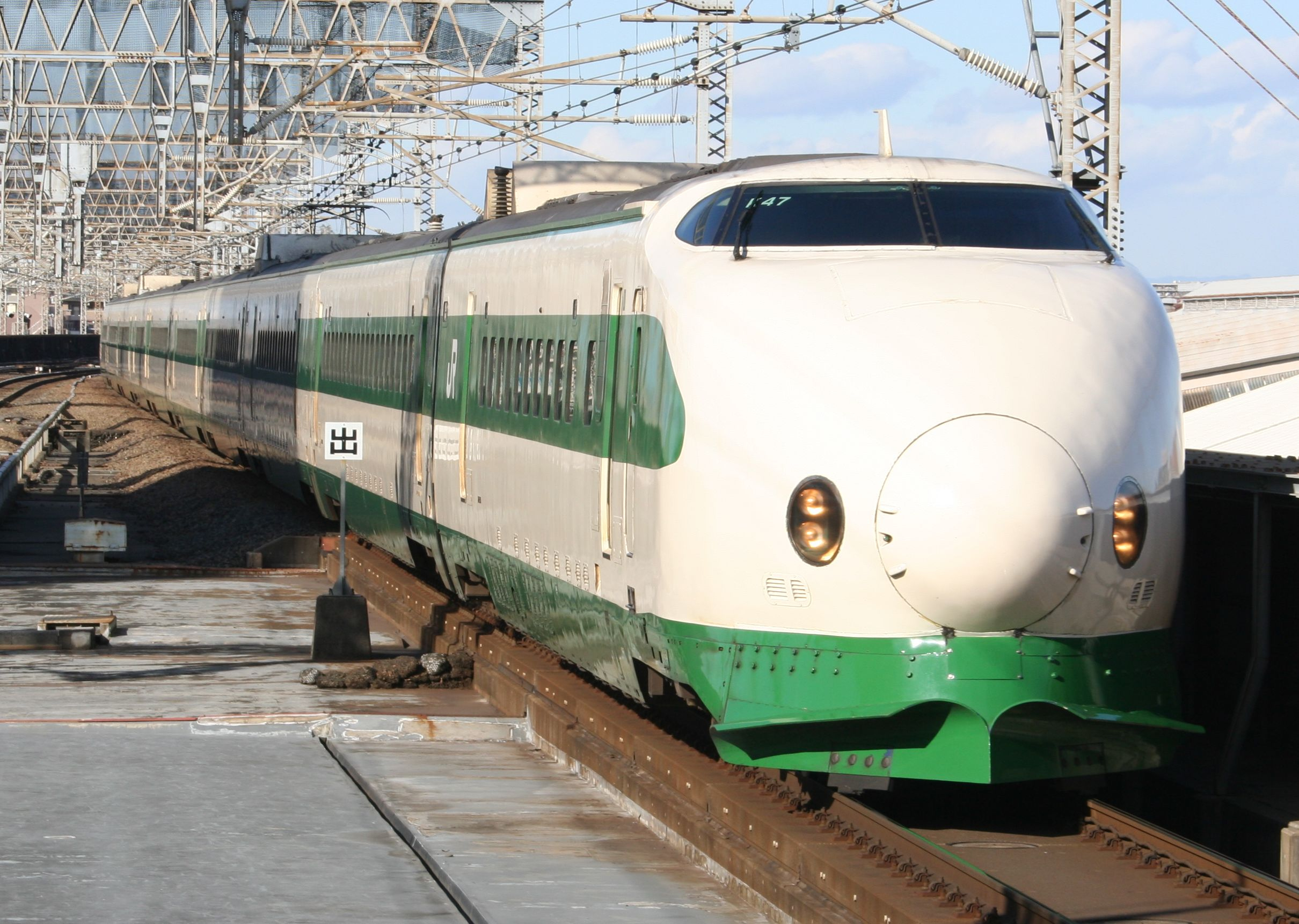
Tàu thế hệ 200 series đang chạy dịch vụ Tanigawa vào tháng 1 năm 2011
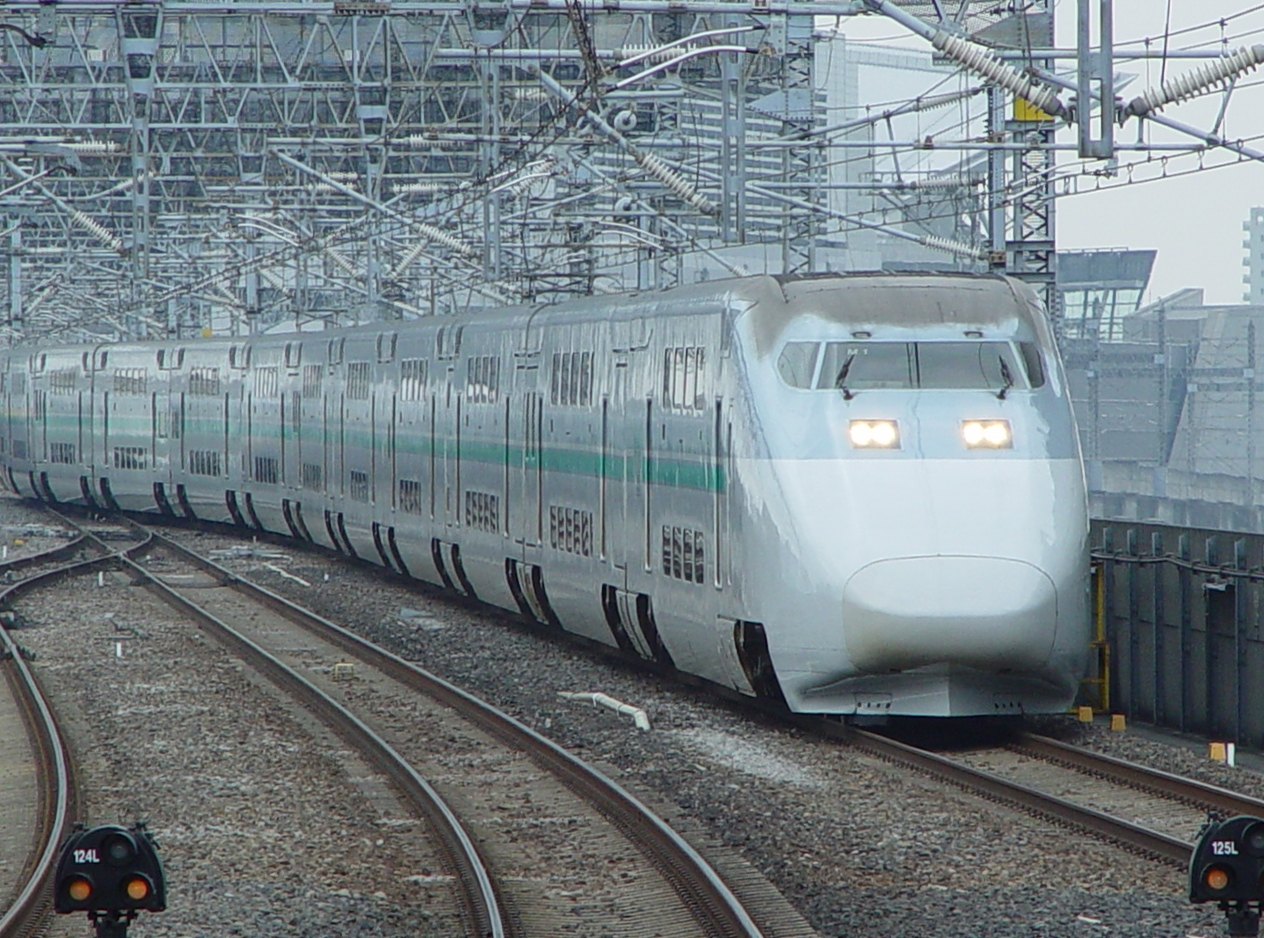
Tàu thế hệ E1 series chạy dịch vụ Max Asahi vào tháng 6 năm 2002

## Lịch sử
Kế hoạch xây dựng tuyến đường sắt mới được hình thành vào năm 1971 bởi thủ tướng Tanaka Kakuei, người đã sinh ra tại Niigata. Có giai thoại phổ biến là ông đã vẽ ra tuyến đường sắt này bằng cách sử dụng một chiếc bút chì đỏ và vẽ trực tiếp lên bản đồ. Quá trình xây dựng có chi phí 6,3 tỉ đô la, nó được xây dựng để nhằm "tiến gần tới Tokyo hơn và thúc đẩy phát triển khu vực".
Các thử nghiệm trên tuyến bắt đầu từ tháng 11 năm 1980, và đưa vào hoạt động chính thức vào ngày 15 tháng 11 năm 1982. Theo kế hoạch ban đầu, tuyến sẽ dừng tại bến cuối là Shinjuku, nhưng sau khi cân nhắc về kinh tế, Công ty Đường sắt Quốc gia Nhật Bản (JNR) đã cho hợp tuyến này với tuyến Tōhoku Shinkansen ở Ōmiya.
Tháng 9, 1991, tàu Shinkansen thế hệ 400 Series đã lập kỉ lục Nhật Bản về tốc độ: 345 km/h (214 mph) trên tuyến Jōetsu Shinkansen, và vào thán 12, 1993, tàu thử nghiệm STAR21 lập kỉ lục 425 km/h (264 mph). Tốc độ tối đa cho các tàu chạy thông thường trên tuyến là 245 km/h (150 mph) ngoại trừ đoạn giữa Jomo-Kogen và Urasa là 275 km/h (170 mph) sử dụng tàu thế hệ E2 series chiều về Niigata. Khu vực nội ô giữa Tokyo và Ōmiya là 110 km/h (70 mph).
So với hiện tại, kế hoạch ban đầu quyết định tuyến Jōetsu Shinkansen khởi hành từ Shinjuku sẽ cần xây dựng thêm 30 km (19 mi) đường sắt cao tốc từ Ōmiya. Tuy một số địa điểm đã thực hiện giải phóng mặt bằng dọc theo Tuyến Saikyō nhưng không có bất kì công trình nào được xây dựng.
Chính quyền tỉnh Niigata đề xuất xây dựng một nhà ga (bến cuối) mới để kết nối trực tiếp tuyến Shinkansen với cảng Niigata, cho phép hành khách di chuyển trực tiếp sang các tàu du lịch, phà, và đặc biệt là Sân bay Niigata. Tuy nhiên, kế hoạch này dự kiến hoàn thành vào tận giữa những năm 2040.

## Các dịch vụ đường sắt đặc biệt
Ngày 17 tháng 11 năm 2012, một chuyến tàu đặc biệt Joetsu Shinkansen 30th Anniversary (上越新幹線開業30周年号 (Thượng Việt Tân Cán Tuyến Khai Nghiệp 30 Chu Niên Hiệu) Jōetsu Shinkansen Kaigyō 30-shūnen-gō) chạy dịch vụ Toki 395 từ Omiya tới Niigata sử dụng tàu 10 toa thế hệ 200 series - K47.
Cùng ngày đó, một chuyến tàu đặc biệt cùng tên cũng chạy từ Niigata tới Tokyo sử dụng tàu thế hệ E5 series - U8, và có một lễ kỉ niệm tại ga Niigata trước khi khởi hành. Đây là chuyến tàu đem về doanh thu đầu tiên trên tuyến Joetsu Shinkansen bởi một tàu thế hệ E5 series.